# When You Sleep
«When You Sleep» (с англ. — «Когда ты спишь») — песня ирландской шугейз-группы My Bloody Valentine с альбома Loveless. Это был первый сингл, выпущенный с данного альбома.

## Предыстория и композиция
В интервью журналу Select Шилдс объяснил природу остановки и запуска своей записи, используя в качестве примера песню «When You Sleep»: 

Мы записали барабаны в сентябре 89-го. Запись гитары была сделана в декабре. Басы были записаны в апреле 1990 года, сейчас мы в игре. Тогда в течение года действительно ничего не происходит. Значит, на данном этапе у него нет вокала? — нет. У него есть слова? — нет. У него вообще есть название? — нет. У него есть номер песни. Она называлась «Песня 12». И… Я пытаюсь вспомнить… мелодика была написана в 91-м. Вокал был 91-го года. Однако там были огромные пробелы. Месяцы и месяцы не прикасаться к песням. Годы. Раньше я забывал, какой строй использовал.
Многослойный вокал на «When You Sleep» родился из-за разочарования в попытках сделать правильный дубль. Шилдс прокомментировал, что «Вокал звучит так, потому что он стал скучным и слишком разрушительным, пытаясь подобрать правильный вокал. Поэтому я решил включить весь вокал. (Это было спето 12 или 13 раз)». Шилдс пояснил: 

Песня «When You Sleep» звучит так, будто мы с Билиндой поём вместе, однако там пою только я — я замедлил и ускорил вокал одновременно. Некоторые песни мы пели снова и снова, пока нам не становилось скучно — обычно от 12 до 18 раз. Я начал перебирать кассеты, и это вскружило мне голову, так что я просто прокрутил их все вместе, и это было действительно хорошо — как один, смутно различимый голос.

## Список композиций
| №  | Название                         | Длительность |
| -- | -------------------------------- | ------------ |
| 1. | «When You Sleep» (Album Version) | 4:11         |